# 특허 풀
특허 풀(Patent pool)은 특허에 대한 공동의 이익(라이선싱)을 목적으로 결성한 단체로 회사의 성격을 갖는다. 특히 표준화 대상 기술에 포함된 특허를 대상으로 관련 회사가 모여 풀을 만들고 풀에 포함된 회사는 권리를 상호 공유하지만 포함되지 않은 회사는 실시료(라이선싱 비용)를 지불하고 사용하여야 한다. 대표적인 특허 풀로 MPEG-LA가 있다.

## 같이 보기
- 특허 포트폴리오
- 셔먼 반독점법
- MPEG LA